# Un amour de cheval
Un amour de cheval (Alina) est une mini-série allemande en trois parties totalisant 174 minutes réalisée par Brigitte Dresewski, diffusée du 25 au 28 mars 2005 sur WDR Fernsehen.

## Synopsis
Alina rêve depuis toujours de devenir une cavalière célèbre et de participer à des événements équestres prestigieux. Elle vit avec sa mère vétérinaire dans un haras qui prépare les chevaux pour les compétitions.
Deux adolescentes passionnées d'équitation, l'une issue d'une riche famille, l'autre d'un milieu plus modeste, entrent en rivalité à cause d'un cheval.

## Fiche technique
- Photographie : Claus Deubel
- Musique : Christoph Brüx, Thomas Hettwer
- Société de production : Televersal - Westdeutscher Rundfunk (WDR)

## Distribution
- Marett Katalin Klahn (VF : Chantal Macé) : Alina
- Jana Flötotto : Jennifer
- Tim Kristopher Hausmann : Patrick
- Andrea Kutsch (de) : Andrea Kutsch
- Jeannine Burch (de) : Stefanie Delius
- Matthias Bullach (de) (VF : Mathieu Buscatto) : Ludger von Heeren
- Isabella Grote : Claire Terjung
- Neithardt Riedel : Klaus Lüttkenhues
- Jan Hendrik Heinzmann : Joris
- Katrin Oesteroth : Nicole
- Jan Ellerbracke : Mücke (Nematocera)
- Nico Hollenbeck : Floh (Siphonaptera)
- Patrick Möller : Lukas

## Critique
Une fiction destinée à un public familial et qui atteint son but : divertir et émouvoir.

## Autres titres
- Allemagne : Alina
- France : Le Rêve d'Alina[3]
- Russie : Мечта Алины[4]
- République tchèque : Alinin sen[5]
- Hongrie : Alina álma[6]